# 波德切特泰克
波德切特泰克（發音：[ˈpoːtʃɛtəɾtək] 或 [pɔtʃɛˈtəɾtək]），是斯洛維尼亞東部波德切特泰克市鎮的聚居地及行政中心。當地屬於下施蒂里亞傳統地區，現在包含在薩維尼亞統計區中。

## 城堡
波德切特泰克城堡目前的大部分結構可以追溯到17世紀初，當時建造了一座帶有中央庭院和兩座南塔樓的兩層建築。它在18世紀後期改建為巴洛克風格，但保留了其原有的特色。1945年之後，它被洗劫一空，年久失修，但這座位於聚居地上方小山上的雄偉建築仍然是一個顯著的地標。

## 教堂
當地的堂區教堂是獻給聖勞倫斯，屬於天主教采列教區。中殿建於14世紀，鐘樓建於17世紀。在18世紀初期，教堂曾經擴建。

## 外部連結
- 维基共享资源上的相關多媒體資源：波德切特泰克
- Podčetrtek on Geopedia （页面存档备份，存于）